# 双城区
双城区（そうじょう-く）は、中華人民共和国黒竜江省ハルビン市に位置する市轄区。

## 地理
双城区は黒竜江省南部に位置し、東南は阿城区及び五常県、南西は拉林河をはさみ吉林省楡樹市及び扶余市、西北は松花江を隔てて肇源県及び肇東県、東北はハルビン市区と接する。また、西北に石人ダム（石人水库）がある。

## 歴史
双城区の旧称はジュル・ホトン（juru hoton、双城堡）である。これは清代の嘉慶年間に開発が行われ協領衙門が設置された際に、その東南に金代の古城（俗称は双城子、正式名称は達河寨及び布達寨、現在の五常市内）が所在したため命名された。
前漢から西晋にかけては夫余、南北朝時代は勿吉、隋代は靺鞨の居住地であった。唐代には渤海がこの地に建国され、926年に渤海が滅亡すると遼は東京道、金代は上京会寧府を設置した。元代は遼陽行省開元路、明代は奴児干都司納隣河衛が設置された。
清初はニングタ将軍の管轄地とされたが、1744年（乾隆9年）にラリン・アルチュカ（lalin Alcuka、拉林阿勒楚喀）副都統の管轄に変更され、その後数度の行政変更が行われ、1880年（光緒6年）に初めての行政組織となる双城庁が設置され吉林分巡検の管轄とされた。1909年（宣統元年）4月15日に双城府に昇格、中華民国が成立すると1913年4月1日に再び双城県に改編された。
1988年9月14日に県級市に昇格し双城市となったが、2014年5月に市轄区の双城区と改編され現在に至る。

## 行政区画
下部に10街道、8鎮、1民族鎮、4郷、4民族郷を管轄：
- 街道弁事処：五家街道、新興街道、蘭棱街道、周家街道、公正街道、幸福街道、承旭街道、承恩街道、永治街道、永和街道
- 鎮：韓甸鎮、単城鎮、杏山鎮、東官鎮、西官鎮、聯興鎮、永勝鎮、勝豊鎮
- 民族鎮：農豊満族シベ族鎮
- 郷：金城郷、臨江郷、水泉郷、万隆郷
- 民族郷：青嶺満族郷、楽群満族郷、希勤満族郷、同心満族郷

## 交通

### 鉄道
- 中国鉄路総公司
  - 中国鉄路ハルビン局集団公司
    - 哈大旅客専用線（長春方面）- 双城北駅 -（ハルビン方面）
    - 京哈線（長春方面）- 蘭棱駅 - 双城堡駅（中国語版） - 安西駅（中国語版） - 五家駅（中国語版） -（ハルビン方面）
    - 拉浜線（ハルビン方面）- 周家駅 -（拉法方面）

### 道路
- 高速道路
  -  京哈高速道路

- 国道
  -  G102国道
  -  G202国道

- 県道
  -  001県道
  -  002県道
  -  006県道
  -  149県道
  -  150県道
  -  152県道

## 健康・医療・衛生
- 双城区同仁医院
- 双城区人民医院
- 双城区中医院

## 出身者
- 于琛澂 - 中華民国・満洲国の軍人。奉天派。満洲国治安大臣。
- 蔡運升 - 中華民国・満洲国の政治家。奉天派。満洲国外務局長官、経済大臣。
- 翟文選 - 中華民国の政治家。奉天派。易幟後の初代遼寧省政府主席。